# Cyriaxweimar
Cyriaxweimar ist ein südwestlich gelegener Stadtteil der Universitätsstadt Marburg im mittelhessischen Landkreis Marburg-Biedenkopf.

## Geographie
Durch den Ort verläuft die Kreisstraße 69. Die Grenze zwischen Gladenbacher Bergland und dem Marburger Rücken beschreibt der Cyriaxweimarer Bach, der in südwestlicher Richtung der Allna zustrebt. Die Siedlung von Cyriaxweimar liegt vor allem nördlich des Baches, südlich liegt der Siedlungsteil „Im Winkel“.

## Geschichte

### Ortsgeschichte
Die älteste bekannte schriftliche Erwähnung von Cyriaxweimar erfolgte unter dem Namen ciliacis Wymare im Jahr 1258. Die erste Kirche wurde im 13. Jahrhundert erbaut. Der heutige Neubau entstand 1963. Seit 1990 ist der Glaubenshof Cyriaxweimar als Einrichtung der sozialtherapeutischen Nachsorge im Ort tätig.
Hessische Gebietsreform (1970–1977)
Zum 1. Juli 1974 wurde die bis dahin selbständige Gemeinde Cyriaxweimar im Zuge der Gebietsreform in Hessen kraft Landesgesetz in die Stadt Marburg eingemeindet. Für den Stadtteil Cyriaxweimar wurde ein Ortsbezirk eingerichtet.

### Verwaltungsgeschichte im Überblick
Die folgende Liste zeigt die Staaten und Verwaltungseinheiten, denen Cyriaxweimar angehört(e):
- vor 1567: Heiliges Römisches Reich, Landgrafschaft Hessen, Gericht Oberweimar, auch genannt Reitzberg (Gericht Oberweimar bestand aus den Orten Oberweimar, Niederwalgern, Kehna, Altna, Weiershausen, Hermershausen, Ciriaxweimar, Gisselberg, Ronhauſen und Wolfshausen, sowie die Hälfte von Dilschhausen und Elnhausen)[8]
- ab 1567: Heiliges Römisches Reich, Landgrafschaft Hessen-Marburg, Amt Marburg[9]
- 1604–1648: Heiliges Römisches Reich, strittig zwischen Landgrafschaft Hessen-Darmstadt und Landgrafschaft Hessen-Kassel (Hessenkrieg), Amt Marburg
- ab 1648: Heiliges Römisches Reich, Landgrafschaft Hessen-Kassel, Amt Marburg
- ab 1806: Landgrafschaft Hessen-Kassel, Amt Kaldern und Reitzberg
- 1807–1813: Königreich Westphalen,[Anm. 2] Departement der Werra, Distrikt Marburg, Kanton Marburg
- ab 1815: Kurfürstentum Hessen,[Anm. 3] Amt Kaldern und Reitzberg[10]
- ab 1821: Kurfürstentum Hessen, Provinz Oberhessen, Kreis Marburg[11][Anm. 4]
- ab 1848: Kurfürstentum Hessen, Bezirk Marburg
- ab 1851: Kurfürstentum Hessen, Provinz Oberhessen, Kreis Marburg
- ab 1867: Königreich Preußen,[Anm. 5] Provinz Hessen-Nassau, Regierungsbezirk Kassel, Kreis Marburg
- ab 1871: Deutsches Reich, Königreich Preußen, Provinz Hessen-Nassau, Regierungsbezirk Kassel, Kreis Marburg
- ab 1918: Deutsches Reich (Weimarer Republik), Freistaat Preußen, Provinz Hessen-Nassau, Regierungsbezirk Kassel, Kreis Marburg
- ab 1944: Deutsches Reich, Freistaat Preußen, Provinz Kurhessen, Landkreis Marburg
- ab 1945: Amerikanische Besatzungszone,[Anm. 6] Groß-Hessen, Regierungsbezirk Kassel, Landkreis Marburg
- ab 1946: Amerikanische Besatzungszone, Hessen, Regierungsbezirk Kassel, Landkreis Marburg
- ab 1949: Bundesrepublik Deutschland, Hessen, Regierungsbezirk Kassel, Landkreis Marburg
- ab 1974: Bundesrepublik Deutschland, Hessen, Regierungsbezirk Kassel, Landkreis Marburg-Biedenkopf, Stadt Marburg[Anm. 7]
- ab 1981: Bundesrepublik Deutschland, Hessen, Regierungsbezirk Gießen, Landkreis Marburg-Biedenkopf, Stadt Marburg

### Gerichte seit 1821
Mit Edikt vom 29. Juni 1821 wurden in Kurhessen Verwaltung und Justiz getrennt. Der Kreis Marburg wurde für die Verwaltung eingerichtet und das Landgericht Marburg war als Gericht in erster Instanz für Cyriaxweimar zuständig. 1850 wurde das Landgericht in Justizamt Marburg umbenannt. Nach der Annexion Kurhessens durch Preußen 1866 erfolgte am 1. September 1867 die Umbenennung des bisherigen Justizamtes in Amtsgericht Marburg. Auch mit dem Inkrafttreten des Gerichtsverfassungsgesetzes von 1879 blieb das Amtsgericht unter seinem Namen bestehen.

## Bevölkerung

### Einwohnerstruktur 2011
Nach den Erhebungen des Zensus 2011 lebten am Stichtag dem 9. Mai 2011 in Cyriaxweimar 543 Einwohner. Darunter waren 9 (1,7 %) Ausländer.
Nach dem Lebensalter waren 99 Einwohner unter 18 Jahren, 266 zwischen 18 und 49, 93 zwischen 50 und 64 und 105 Einwohner waren älter. Die Einwohner lebten in 25 Haushalten. Davon waren 60 Singlehaushalte, 69 Paare ohne Kinder und 72 Paare mit Kindern, sowie 18 Alleinerziehende und 9 Wohngemeinschaften. In 45 Haushalten lebten ausschließlich Senioren und in 156 Haushaltungen leben keine Senioren.

### Einwohnerentwicklung
| Quelle: Historisches Ortslexikon | |
| • 1577:                          | fünf Hausgesesse                                                                                      |
| • 1630:                          | vier hausgesessene Mannschaften (ein vierspänniger, ein dreispänniger, ein zweispänniger Ackermänner) |
| • 1681:                          | fünf hausgesessene Mannschaften                                                                       |
| • 1838:                          | Familien; fünf nutzungsberechtigte, elf nicht nutzungsberechtigte Ortsbürger, drei Beisassen          |

| Cyriaxweimar: Einwohnerzahlen von 1834 bis 2019 | Cyriaxweimar: Einwohnerzahlen von 1834 bis 2019 | Cyriaxweimar: Einwohnerzahlen von 1834 bis 2019 | Cyriaxweimar: Einwohnerzahlen von 1834 bis 2019 | Cyriaxweimar: Einwohnerzahlen von 1834 bis 2019 |
| --- | ----------------------------------------------- | ----------------------------------------------- | ----------------------------------------------- | ----------------------------------------------- |
| Jahr |                                                 |                                                 |                                                 | Einwohner                                       |
| 1834 | 1834                                            |                                                 | 114                                             | 114                                             |
| 1840 | 1840                                            |                                                 | 110                                             | 110                                             |
| 1846 | 1846                                            |                                                 | 121                                             | 121                                             |
| 1852 | 1852                                            |                                                 | 118                                             | 118                                             |
| 1858 | 1858                                            |                                                 | 112                                             | 112                                             |
| 1864 | 1864                                            |                                                 | 120                                             | 120                                             |
| 1871 | 1871                                            |                                                 | 129                                             | 129                                             |
| 1875 | 1875                                            |                                                 | 130                                             | 130                                             |
| 1885 | 1885                                            |                                                 | 124                                             | 124                                             |
| 1895 | 1895                                            |                                                 | 139                                             | 139                                             |
| 1905 | 1905                                            |                                                 | 132                                             | 132                                             |
| 1910 | 1910                                            |                                                 | 127                                             | 127                                             |
| 1925 | 1925                                            |                                                 | 150                                             | 150                                             |
| 1939 | 1939                                            |                                                 | 163                                             | 163                                             |
| 1946 | 1946                                            |                                                 | 244                                             | 244                                             |
| 1950 | 1950                                            |                                                 | 285                                             | 285                                             |
| 1956 | 1956                                            |                                                 | 232                                             | 232                                             |
| 1961 | 1961                                            |                                                 | 225                                             | 225                                             |
| 1967 | 1967                                            |                                                 | 256                                             | 256                                             |
| 1977 | 1977                                            |                                                 | ?                                               | ?                                               |
| 1987 | 1987                                            |                                                 | 472                                             | 472                                             |
| 1991 | 1991                                            |                                                 | 534                                             | 534                                             |
| 1995 | 1995                                            |                                                 | 576                                             | 576                                             |
| 2000 | 2000                                            |                                                 | 595                                             | 595                                             |
| 2005 | 2005                                            |                                                 | 579                                             | 579                                             |
| 2010 | 2010                                            |                                                 | 624                                             | 624                                             |
| 2011 | 2011                                            |                                                 | 543                                             | 543                                             |
| 2015 | 2015                                            |                                                 | 545                                             | 545                                             |
| 2019 | 2019                                            |                                                 | 544                                             | 544                                             |
| Datenquelle: Historisches Gemeindeverzeichnis für Hessen: Die Bevölkerung der Gemeinden 1834 bis 1967. Wiesbaden: Hessisches Statistisches Landesamt, 1968. Weitere Quellen: LAGIS; Stadt Marburg:1987–1998, 1999–2003, 2005–2010,2011–2015, 2019:; Zensus 2011 |                                                 |                                                 |                                                 |                                                 |

### Historische Religionszugehörigkeit
| Quelle: Historisches Ortslexikon |                                                                     |
| • 1861:                          | 107 evangelisch-lutherische, zwei evangelisch-reformierte Einwohner |
| • 1885:                          | 124 evangelische (= 100,00 %)                                       |
| • 1961:                          | 215 evangelische (= 95,56 %), zehn katholische (= 4,44 %) Einwohner |
| • 1987:                          | 349 evangelische (= 73,9 %), 66 katholische (= 14,0 %) Einwohner    |

### Erwerbstätigkeit
| Quelle: Historisches Ortslexikon | |
| • 1747:                          | Erwerbspersonen: drei Weißbinder, ein Schneider, zwei Tagelöhner                                                                   |
| • 1838:                          | Familien: sechs Ackerbau, sieben Gewerbe, sechs Tagelöhner                                                                         |
| • 1961:                          | Erwerbspersonen: 44 Land- und Forstwirtschaft, 39 produzierendes Gewerbe, 13 Handel und Verkehr, 17 Dienstleistungen und Sonstiges |

## Politik

### Ortsbeirat
- OLC: 5

- OLC = Ortsbeiratsliste Cyriaxweimar

Für den Stadtteil Cyriaxweimar besteht ein Ortsbezirk mit Ortsbeirat und Ortsvorsteher nach der Hessischen Gemeindeordnung. Er umfasst das Gebiet der ehemaligen Gemeinde Cyriaxweimar.
Für die Sitzverteilung siehe die nebenstehende Grafik. Der Ortsbeirat wählte Achim Zimmermann zum Ortsvorsteher.

## Kultur und Sehenswürdigkeiten

### Naturschutzgebiet

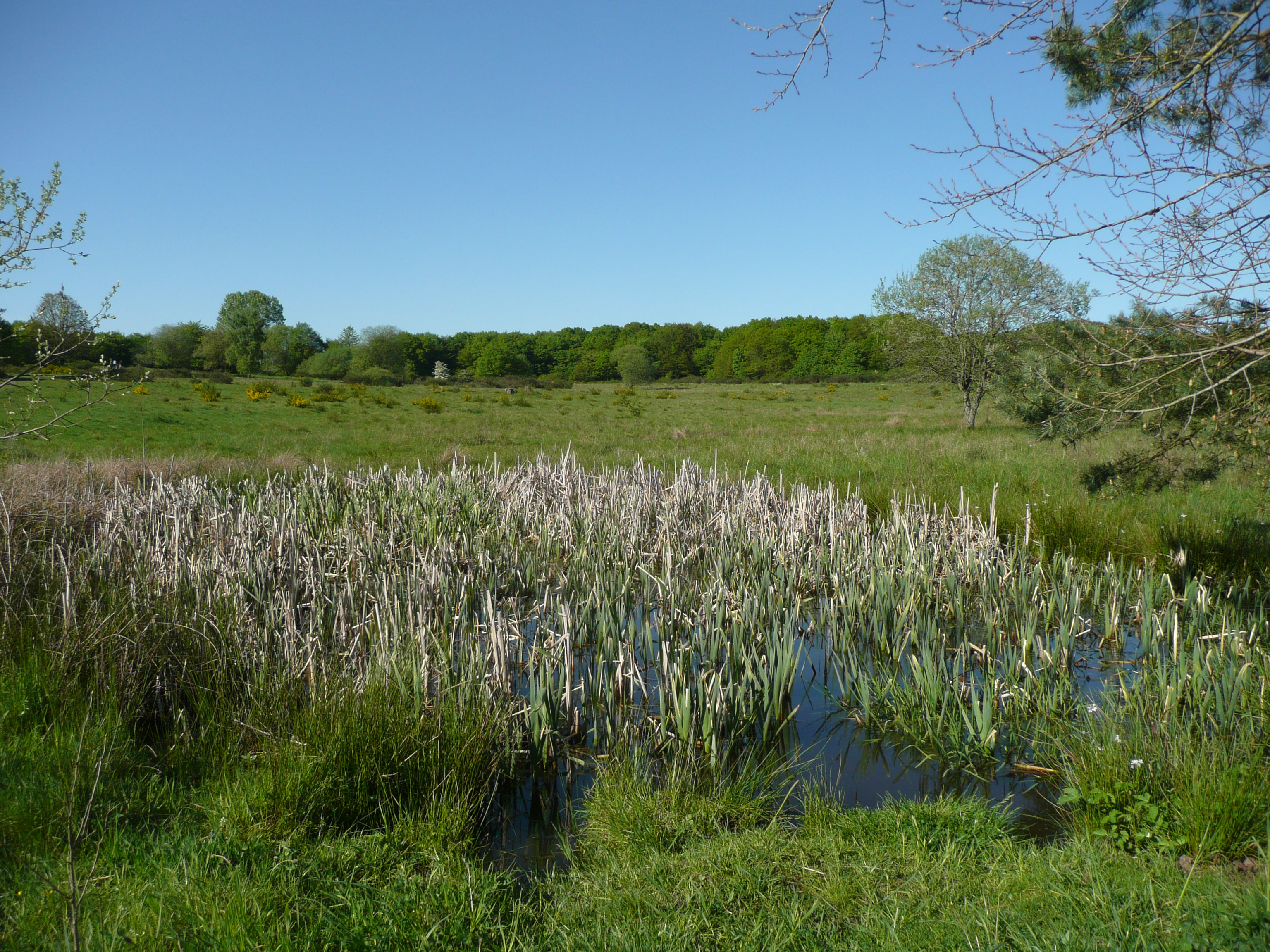
FFH-Naturschutzgebiet Kleine Lummersbach

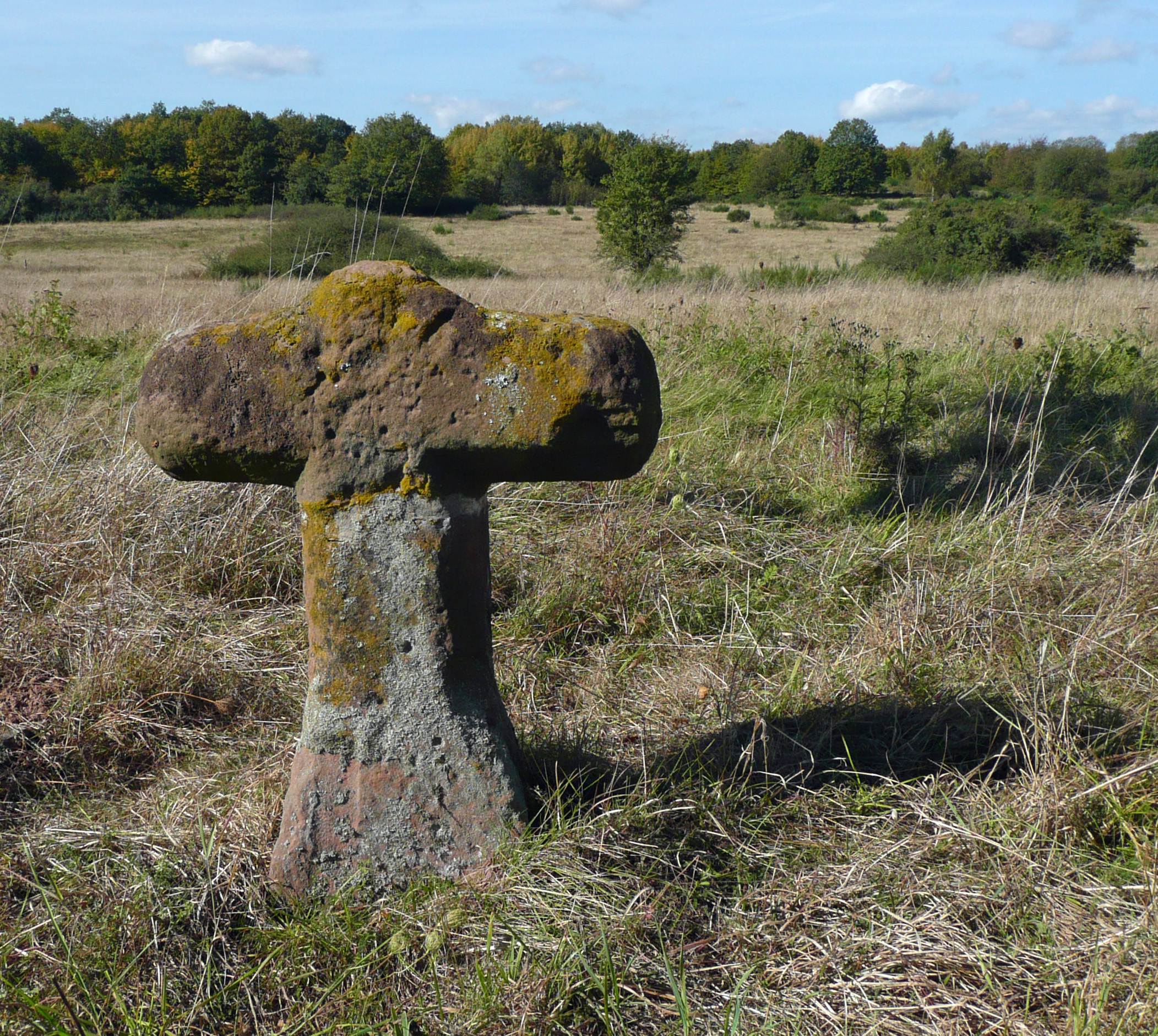
Steinkreuz an der K 69

Nördlich von Cyriaxweimar liegt das FFH-Naturschutzgebiet „Kleine Lummersbach bei Cyriaxweimar“. Bis Anfang der 1990er Jahre wurde das Gebiet vom Militär als Standortübungsplatz genutzt, bevor es 1997 unter Naturschutz gestellt und 2008 als Fauna-Flora-Habitat (FFH) ausgewiesen wurde.
Am südöstlichen Rand des Schutzgebietes an der K 69 steht ein Sandsteinkreuz aus dem 14. Jahrhundert, von dem der Flurname 'DER STEINERNE KREUZ ACKER' herrührt und das heute als Kulturdenkmal geschützt ist. Das spätmittelalterliche Sühnekreuz wurde 1962 von einem Panzer umgefahren und zerbrochen. Es verlor dabei den obersten Teil seines Kreuzbalkens und wurde später am Straßenrand wieder aufgestellt. Auf einer Seite befindet sich ein stark abgewittertes Wappenschild mit drei herzförmigen Blättern, deren Spitzen in der Mitte zusammenstoßen.

### Kulturdenkmäler
Siehe Liste der Kulturdenkmäler in Cyriaxweimar

### Vereine
Mehrere Vereine sind im Ortsleben aktiv:
- Gesangverein „Harmonie“ Cyriaxweimar/Haddamshausen
- Spielvereinigung „Grün-Weiß“ Haddamshausen
- Freiwillige Feuerwehr Haddamshausen/Cyriaxweimar

## Infrastruktur
Es gibt einen städtischen Kindergarten, eine Grundschule, sowie eine Mehrzweckhalle.
In Cyriaxweimar gibt es seit 1995 eine Mietenkompostanlage mit zunächst 6.500 t Jahreskapazität. Nach Beschwerden über Geruchsemissionen entschloss sich der kommunale Betreiber zur Umrüstung zur Intensivrotte mittels Membranabdeckung mit Biogaserzeugung und einer Kapazitätserhöhung auf 10.000 t pro Jahr. Jeweils im Frühjahr und im Herbst wird ein „Komposttag“ veranstaltet, an dem loser Kompost kostenlos abgegeben wird.

## Trivia
Der Wald hinter der Siedlung „Im Winkel“, die von den Tannenberg-Soldaten „Zickzackweimar“ genannt wurde, beherbergte je ein kleines Munitionslager sowie ein Tanklager der Bundeswehr des Standortes Tannenberg. Die Wache für das Munitionslager wurde gerne als „Hasenwache“, wegen der reichlich vorkommenden Hasen (von denen gelegentlich auch einer erlegt wurde), bezeichnet.